# 3C 279
3C 279 (также известный как 4C-05.55, NRAO 413 и PKS 1253-05) является оптически сильным переменным квазаром (ОСП), который известен в астрономическом сообществе своими вариациями в видимом, радио- и рентгеновском диапазонах. Наблюдалось, что квазар пережил период экстремальной активности с 1987 по 1991 год. Обсерватория Розмари Хилл (ОРХ) начала наблюдать 3C 279 в 1971 году, объект был дополнительно замечен Комптоновской гамма-обсерваторией в 1991 году, когда было неожиданно обнаружено, что он является одним из самых ярких гамма-объектов на небе. Это также один из самых ярких и изменчивых источников гамма-излучения на небе, наблюдаемый космическим гамма-телескопом Fermi. Он был использован в качестве источника калибратора для наблюдений телескопа горизонта событий за M87*, в результате которых было получено первое изображение чёрной дыры.

## Наблюдения
- Видимое сверхсветовое движение было обнаружено во время наблюдений, сделанных впервые в 1973 году в струе вещества, вылетающей из квазара, хотя следует понимать, что этот эффект является оптической иллюзией, вызванной наивными оценками скорости, и никакого действительно сверхсветового движения не происходит.
- 16 июня 2015 года 3C 279 имел большую вспышку гамма-излучения, которая, как полагают, была вызвана вливанием высокоскоростных электронов в центральную область с высокой плотностью.
- Дальнейшие наблюдения с помощью телескопа Event Horizon в апреле 2017 года обеспечили высокий уровень детализации радиоструи с разрешением всего 20 микро-арксекунд. Они указывали на изогнутую или вращающуюся струю, сформированную ударными волнами.

## Галерея

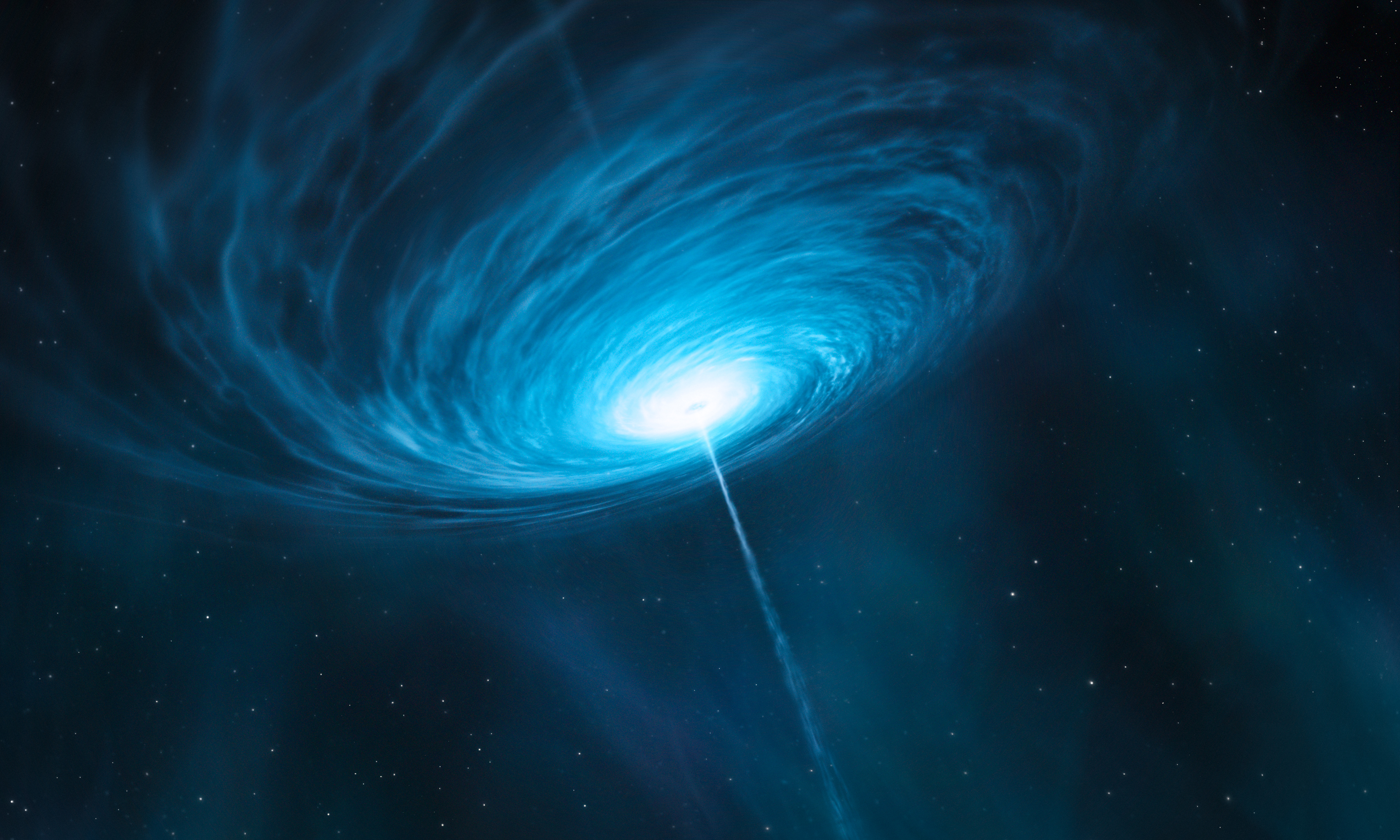
Впечатление художника от квазара 3С 279
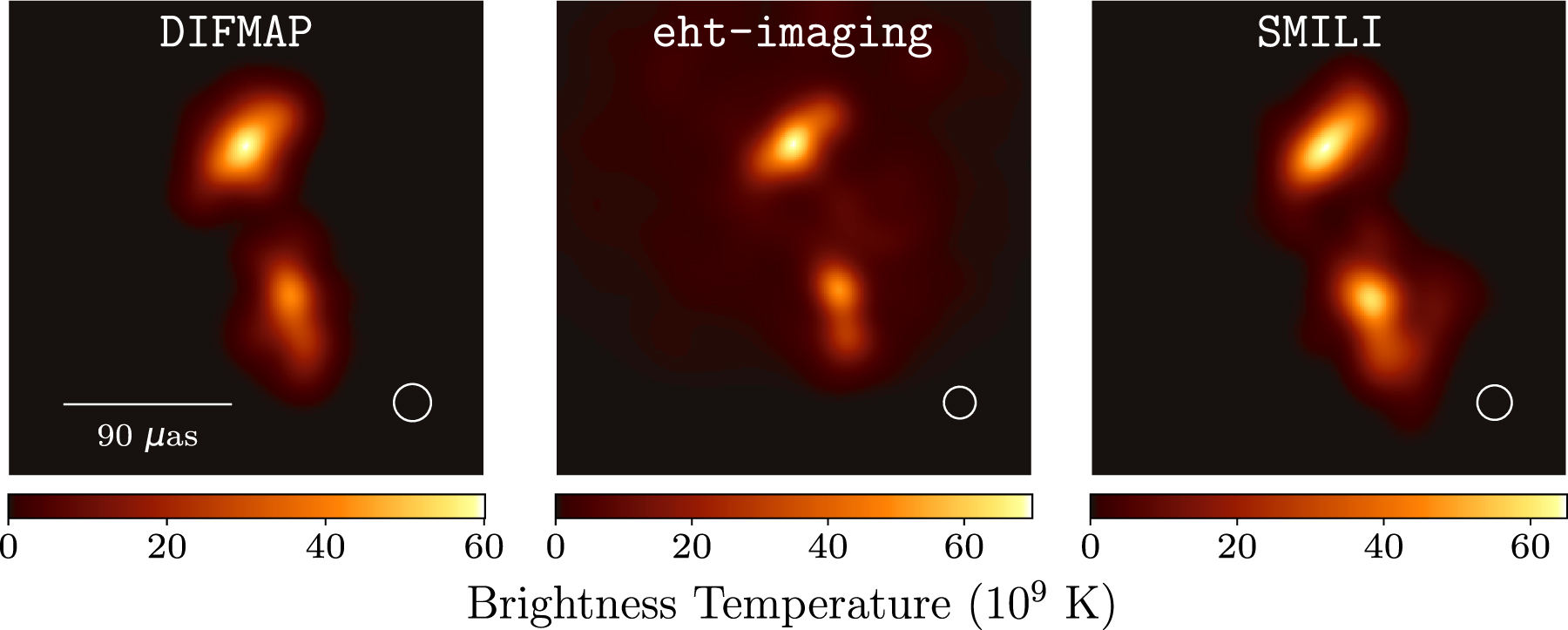
Показательные изображения 3C 279 из наблюдений EHT